# Šifflovské
Šifflovské je přírodní památka v katastrálním území obce Chvojnica v okrese Myjava v Trenčínském kraji na Slovensku. Území bylo vyhlášeno v roce 1994 a jeho rozloha je 1,85 hektaru. Předmětem ochrany je prameništní louka s pěnovcovým prameništěm a početnými populacemi prstnatce pleťového (Dactylorhiza incarnata), dalších vstavačovitých rostlin a společenstvy pramenišť.